# Cyrtanthus sanguineus
Cyrtanthus sanguineus là một loài thực vật có hoa trong họ Amaryllidaceae. Loài này được (Lindl.) Walp. mô tả khoa học đầu tiên.